# Nova Chemicals
Pour les articles homonymes, voir Nova (homonymie).

NOVA Chemicals  est une entreprise canadienne spécialisé dans la pétrochimie. 

## Historique
En juin 2019, Nova Chemicals annonce être sujet à une offre d'acquisition par Chevron Phillips Chemical pour plus de 15 milliards de dollars, reprise de dette incluse,. Le titre est retiré de la bourse de Toronto.
En mars 2025, OMV et ADNOC annoncent la fusion de leurs activités dans les polyoléfines, pour créer une filiale commune appelée Borouge Group International. Cette dernière doit en parallèle acquérir Nova Chemicals détenue par un fonds d'investissement public émiratis.